# كليفتون جيمس
كليفتون جيمس (بالإنجليزية: Clifton James)‏ (مواليد 29 مايو 1920 في سبوكين - 15 أبريل 2017)، هو ممثل أمريكي. اشتهر بدور الشريف لويزيانا بيبر في أفلام جيمس بوند في السبعينات برفقة الممثل روجر مور. استمر بالتمثيل لمدة 30 سنة تضمنت أدواراً في المسرح والتلفزيون والسينما. كما أنه خدم بالجيش الأمريكي خلال الحرب العالمية الثانية.

## وصلات خارجية
- كليفتون جيمس على موقع IMDb (الإنجليزية)
- كليفتون جيمس على موقع روتن توميتوز (الإنجليزية)
- كليفتون جيمس على موقع ألو سيني (الفرنسية)
- كليفتون جيمس على موقع تيرنر كلاسيك موفيز (الإنجليزية)
- كليفتون جيمس على موقع أول موفي (الإنجليزية)
- كليفتون جيمس على موقع قاعدة بيانات برودواي على الإنترنت (الإنجليزية)
- كليفتون جيمس على موقع قاعدة بيانات الأفلام السويدية (السويدية)
- كليفتون جيمس على موقع إن إن دي بي (الإنجليزية)
- كليفتون جيمس على موقع قاعدة بيانات الفيلم (الإنجليزية)
- كليفتون جيمس على موقع كينوبويسك (الروسية)